# Уједињене Државе Таре
Уједињене Државе Таре (енгл. United States of Tara) је америчка ТВ серија, коју је направила Оскаровка Дијабло Коди, која се приказује на кабловској телевизији Шоутајм. Ради се о мајци, Тари Грегсон, која болује од екстремног поремећаја замене идентитета. Након што одлучује да престане са узимањем лекова како би открила прави узрок њеног поремећаја, њени алтер-егови не престају да се појављују: дивља тинејџерка Ти, старомодна домаћица Алис, и мушки, гласни, алкохоличар Бак. Тару подржавају мирни и рационални муж Макс, проблематична ћерка Кејт и вицкасти и доброћудни хомосексуални син Маршал. Њена сестра Шармејн није толико подржива, и често изражава сумњу о валидности Тариног поремећаја. Серија је смештена у Оверланд Парк, у Канзасу.

## Улоге
| Глумац        | Улога          |
| ------------- | -------------- |
| Тони Колет    | Тара Грегсон   |
| Џон Корбет    | Макс Грегсон   |
| Бри Ларсон    | Кејт Грегсон   |
| Кејр Гилкрист | Маршал Грегсон |